# Gare de Dommartin - Remiencourt
Ne pas confondre avec les gares de Dommartin - Lissieu et de Dommartin
La gare de Dommartin - Remiencourt est une gare ferroviaire française de la ligne de Paris-Nord à Lille, située sur le territoire de la commune de Dommartin, à proximité de Remiencourt, dans le département de la Somme, en région Hauts-de-France.
Elle est devenue une halte ferroviaire de la Société nationale des chemins de fer français (SNCF), desservie par des trains TER Hauts-de-France.

## Situation ferroviaire
Établie à 49 m d'altitude, la gare de Dommartin - Remiencourt est située au point kilométrique (PK) 116,537 de la ligne de Paris-Nord à Lille, entre les gares d'Ailly-sur-Noye et de Boves.

## Histoire

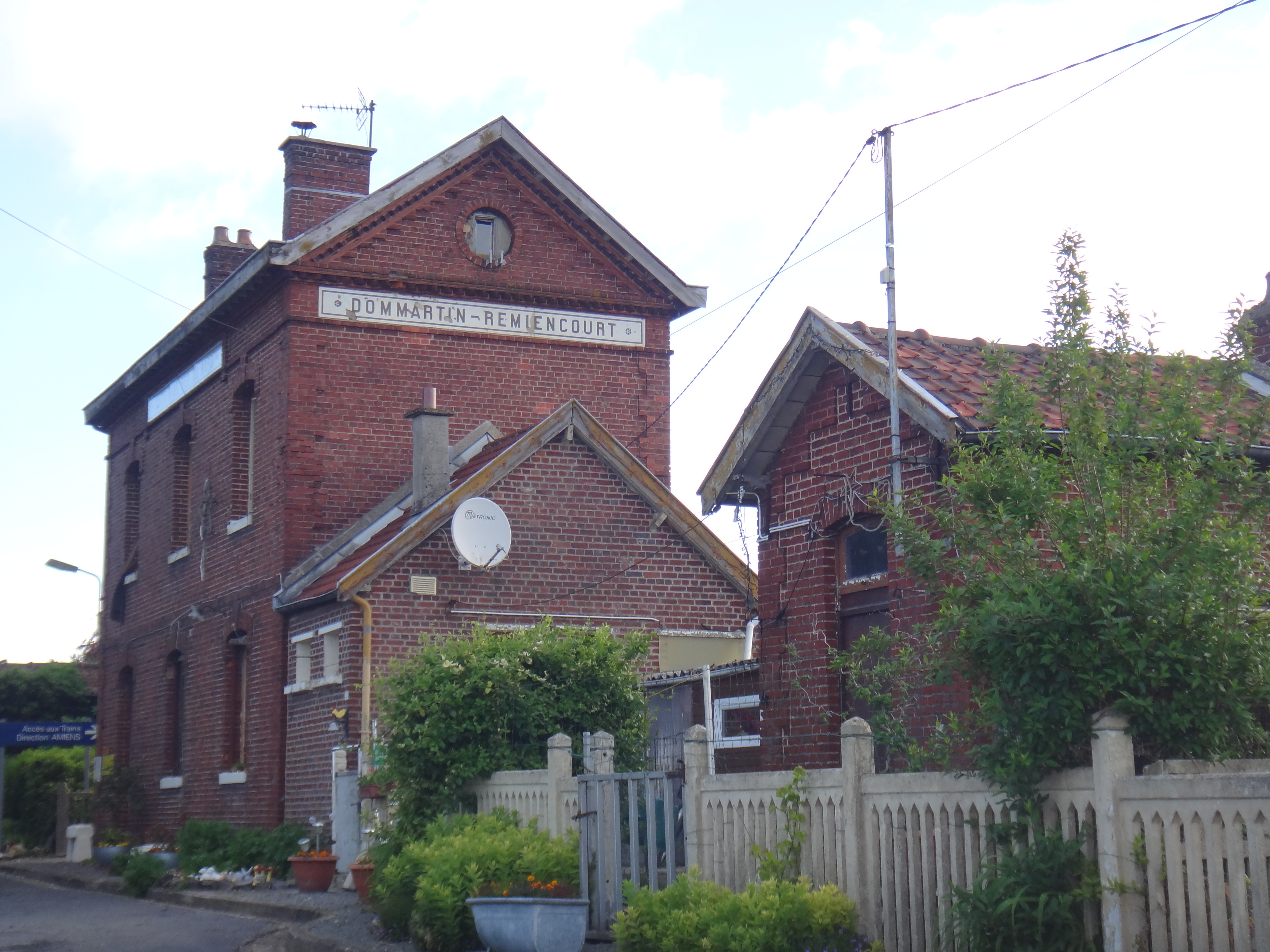
Bâtiment voyageurs devenu une habitation.

La ligne qui traverse la commune est mise en service le 20 juin 1846 par la Compagnie du chemin de fer du Nord. Néanmoins, à cette époque, il n'y a pas de station à Remiencourt et Dommartin qui sont uniquement traversées par les trains entre les stations d'Ailly-sur-Noye et Boves.
Le 12 mai 2008, la SNCF et RFF procèdent à la suppression du passage à niveau sur la voie ferrée entre Dommartin et Remiencourt. Il s'agit d'un important chantier préparé depuis deux ans. L'opération finale doit être effectuée en quelques heures afin de perturber le moins possible la circulation ferroviaire qui représente environ 100 trains par jour.

## Service voyageurs

### Accueil
Halte SNCF, c'est un point d'arrêt non géré (PANG) à entrée libre.

### Desserte
Dommartin - Remiencourt est desservie par des trains TER Hauts-de-France de la ligne 27, de Paris-Nord à Amiens. En 2009, la fréquentation de la gare était de 35 voyageurs par jour.

### Intermodalité
Des places de parking non aménagées sont disponibles près de l'entrée de la halte.